# Gary Sherman
Gary Sherman (* 28. August 1945 in Chicago, Illinois) ist ein US-amerikanischer Regisseur, Drehbuchautor und Filmproduzent. Bekanntheit erlangte er durch Horrorfilme wie Tunnel der lebenden Leichen, Tot & begraben und Poltergeist III – Die dunkle Seite des Bösen.

## Leben
Gary Sherman begann seine Laufbahn 1966 mit der Produktion von Kurzfilmen, Werbespots und Dokumentationen, während er noch Student an der Illinois Institute of Technology war. Nach seinem dortigen Abschluss zog Sherman nach London.
Bekanntheit erlangte der Regisseur 1972 durch seinen ersten Spielfilm Tunnel der lebenden Leichen, der einen Saturn Award als bester Horrorfilm gewann und vom British Film Institute als bestes Regiedebüt des Jahres bezeichnet wurde. 1981 folgte mit Tot & begraben ein weiterer Film des Horror-Genres. 1986 war Sherman Regisseur und Drehbuchautor des Actionfilms Gesucht – Tot oder lebendig mit Rutger Hauer in der Hauptrolle. 1988 folgte mit Poltergeist III – Die dunkle Seite des Bösen ein weiterer Horrorfilm und dritter Teil von Tobe Hoopers 1982 veröffentlichten Poltergeist, der jedoch zahlreiche Probleme bei der Produktion hatte (darunter bei den Spezialeffekten sowie vor allem durch den Tod der Hauptdarstellerin Heather O’Rourke) und bei Kritikern durchfiel. 1989 erschien Shermans Thriller Stimme des Todes, der jedoch ebenfalls keine guten Kritiken erzielen konnte.
Nach 1990 war Gary Sherman überwiegend für Fernsehproduktionen tätig. So war er 1997 für 20 Folgen der Fernsehserie Poltergeist – Die unheimliche Macht und 2002 als Drehbuchautor und Produzent des Fernsehthrillers The Glow – Der Schein trügt.
Seit 2007 unterrichtet Sherman Klassen für angehende Regisseure und Drehbuchautoren am privaten Columbia College Chicago, zudem tritt er weiterhin selbst sporadisch als Regisseur, Drehbuchautor und Produzent in Erscheinung.

## Filmografie (Auswahl)
- 1966: The Legend of Bo Diddley (Dokumentarfilm)
- 1972: Tunnel der lebenden Leichen (Death Line)
- 1980: Phobia (nur als Co-Autor)
- 1981: Tot & begraben (Dead & Buried)
- 1982: Nachtratten (Vice Squad; auch als Drehbuchautor)
- 1982: Die unheimlichen Zwei (The Mysterious Two; auch als Drehbuchautor)
- 1986: Gesucht – Tot oder lebendig (Wanted: Dead or Alive; auch als Drehbuchautor)
- 1988: Poltergeist III – Die dunkle Seite des Bösen (Poltergeist III; auch als Drehbuchautor und Produzent)
- 1989: Stimme des Todes (Lisa; auch als Drehbuchautor und Produzent)
- 1989: Fire and Rain (Fernsehfilm)
- 1990: Stadt in Panik (After the Shock; Fernsehfilm)
- 1991: Visionen des Schreckens (Murderous Vision; Fernsehfilm, nur als Co-Produzent)
- 1997: Poltergeist – Die unheimliche Macht (Poltergeist: The Legacy; Fernsehserie, 20 Folgen; auch als Drehbuchautor und Produzent)
- 2000: First Wave – Die Prophezeiung (First Wave; Fernsehserie, 6 Folgen; nur als Drehbuchautor)
- 2002: The Glow – Der Schein trügt (The Glow; Fernsehfilm; als Drehbuchautor und Produzent)
- 2015: Serving Time (Dokumentarfilm)